# 日本スープ協会
日本スープ協会（にほんスープきょうかい、英文名称Japan Soup Association）は、スープ製造会社で構成される業界団体で、国産スープに関する啓発および市場拡大のためのPR活動などを行っている。

## 概要
本部所在地〒160-0004 東京都新宿四谷3-4　エフビル5F
会長横山敬一 （味の素取締役専務執行役員）
副会長水垣宏隆（エム・シーシー食品社長）

## 沿革
- 1980年7月14日 - 設立

## 加盟企業
正会員
- 味の素
- エム・シーシー食品
- キユーピー
- クノール食品
- ネスレ日本
- ハインツ日本
- ハウス食品
- ポッカサッポロフード&ビバレッジ
- マルサンアイ
- 明治
- 理研ビタミン

賛助会員
- 萬有栄養
- マルハチ村松

## 関連団体
- 日本即席スープ協会